# Олтаржевский, Вячеслав Константинович
Вячесла́в Константи́нович Олтарже́вский (17 [29] марта 1880, Москва — 24 апреля 1966, Москва) — русский и советский архитектор, крупнейший специалист по высотному строительству. Первый главный архитектор Всесоюзной сельскохозяйственной выставки (1935—1938). Один из немногих видных архитекторов, репрессированных в 1930-х годах, который был освобождён в 1943 году и смог вернуться к профессиональной деятельности.

## Биография

### 1880—1935
Вячеслав Олтаржевский родился в семье инженера путей сообщения. В семье было пятеро детей, в том числе старший брат Вячеслава — Георгий, также ставший известным архитектором. После гибели отца в 1885 году был отдан в Набилковский сиротский приют. В 1900 году окончил при приюте Набилковское коммерческое училище и в 1901 году поступил на архитектурное отделение Московского училища живописи, ваяния и зодчества. В 1905 году в период закрытия МУЖВЗ в связи со студенческими беспорядками в течение года обучался в Венской академии художеств у Отто Вагнера. По предположению биографа архитектора О. А. Никологорской, рекомендации Олтаржевскому для обучения у Вагнера мог дать его преподаватель в МУЖВЗ И. А. Иванов-Шиц, лично знакомый с австрийским зодчим. В 1908 году Олтаржевский окончил училище с отличием и званием архитектора-художника первой степени. Ещё во время обучения в МУЖВЗ начал работать под руководством И. А. Иванова-Шица на постройке станционных сооружений Московской окружной железной дороги. В 1908 году работал помощником Иванова-Шица на строительстве здания Купеческого клуба в Москве (Малая Дмитровка, 6).
Начало профессиональной деятельности Вячеслава и Георгия Олтаржевских совпало с угасанием интереса заказчиков к модерну и возрождению неоклассицизма. Георгий в 1907—1915 гг. строил многочисленные доходные дома, тогда как Вячеслав работал над масштабными, общественно значимыми постройками. Важнейшая его работа до революции — квартал Северного страхового общества на Ильинке, спроектированный совместно с петербуржцем М. М. Перетятковичем и московским инженером И. И. Рербергом (1909—1911). Существует также спорная версия об авторстве Олтаржевского в постройке торговых рядов «Мавритания» в Благовещенске.
В 1918—1921 — военный инженер в рядах РККА. С 1921 года возглавлял архитектурный отдел сельского строительства Управления землеустройства, мелиорации и государственных имуществ (Сельстрой) Наркомата земледелия РСФСР
В 1922—1923 годах Олтаржевский работал заместителем А. В. Щусева — главного архитектора первой Всероссийской сельскохозяйственной выставки в Москве (располагалась на территории современного ЦПКиО имени Горького). В 1924—1935 архитектор был командирован в США для ознакомления с современными строительными технологиями, окончил экстерном Нью-Йоркский университет, работал на высотном строительстве в Нью-Йорке, по его проекту в Нью-Джерси был выстроен курорт «Королевские сосны». Существует версия, что его конкурсный проект площади маршала Фоша в Париже, выполненный в США и привлекший внимание Н. И. Бухарина, впоследствии и привёл Олтаржевского на скамью подсудимых.

### 1935—1943
В 1935 году Олтаржевский, при участии Р. П. Подольского, Н. В. Алексеева, студентов А. Б. Борецкого, Д. Г. Олтаржевского (племянника) выступил на конкурсе проектов на планировочное и архитектурное решение Всесоюзной сельскохозяйственной выставки в Москве, открытие которой планировалось на осень 1937 года. Всего было представлено 10 конкурсных и один дополнительный проект. Только два из одиннадцати проектов были представлены маститыми архитекторами (Олтаржевским и его сверстником Г. Б. Бархиным), остальные работы были выполнены аспирантами Академии архитектуры.
Проект Олтаржевского опирался, с одной стороны, на свободное расположение основных ансамблей на территории Останкина (Олтаржевский называл это «организацией плана по принципу постепенного развертывания отдельных ансамблей»), с другой — на строго симметричное построение каждого из узлов выставки, и никак не был увязан с историческими постройками Шереметевых. По мнению критиков, такой подход был недопустим, однако в апреле 1936 года именно проект Олтаржевского был принят к исполнению.
Строительство выставки, открытие которой дважды переносилось (на 1938 и 1939 годы), было прервано арестами в Наркомземе; нарком М. А. Чернов, курировавший проект, был расстрелян (см. Третий Московский процесс), а обвинённый во вредительстве директором ВСХВ Горишихиным Олтаржевский отправился в лагеря. Ему вменялось, в частности, то, что «из-за имевшегося на выставке вредительства её строительство было проведено без продуманного генерального плана. Такой важный раздел выставки, как показ новой и старой деревни, совершенно не нашел отражения в генеральном плане». Здания, построенные по его проектам, были частично демонтированы, а частично перестроены, но созданная им планировка ВСХВ (ВДНХ СССР — ВВЦ) сохранилась по сей день. Олтаржевский, работавший в заключении в Воркуте (главный архитектор Воркуты в 1939—1942), вышел на свободу в 1943 году.

### 1943—1966
В 1947—1948 Олтаржевский был приглашён в комитет по строительству высотных зданий. Предложенные им проекты не победили на конкурсе, но разработанный совместно с А. Г. Мордвиновым проект гостиницы на Дорогомиловской набережной, позже получившей название «Украина», был утверждён и осуществлён.
Авторству Олтаржевского принадлежит труд «Строительство высотных зданий в Москве», обобщивший практику проектирования и строительства «сталинских» высоток.
Похоронен на Ваганьковском кладбище (участок № 13).

## Проекты и постройки
СПИСОК АРХИТЕКТУРНЫХ РАБОТ В.К. ОЛТАРЖЕВСКОГО
- Станционные здания Московской окружной железной дороги. Под руководством И. А. Иванова-Шица, 1904—1908
- Здание Купеческого клуба (Москва, Малая Дмитровка, 6). Под руководством И. А. Иванова-Шица, 1907—1908
- Квартал зданий Северного страхового общества, под руководством М. М. Перетятковича, И. А. Голосова и И. И. Рерберга (1909—1911, Ильинка, 21-23 — Новая площадь, 16). Москва, 1909—1911 гг.[17]
- Доходный дом, Даев переулок, 31. Москва, 1909
- Голофтеевский пассаж, угол Петровки и Кузнецкого Моста, под руководством с И. И. Рербергом, не сохранился, 1910—1911
- Конкурсный проект дома Экономического общества офицеров Московского военного округа, совместно с И. И. Рербергом (1-я премия, не осуществлён), 1911 г.[18]
- Гараж компании Мерседес-Бенц, Неглинный проезд, 1912—1914 (не сохранился).
- Санаторий Г. А. Коротаевой. г. Москва, на территории усадьбы Покровское-Рубцово), 1911—1913[19][20]
- Здание Киевского вокзала в Москве. Под руководством И. И. Рерберга (руководитель проекта) и В. Г. Шухова, 1912—1917 [17]
- Доходный дом на улице Нижняя Красносельская улица, 23. Москва, 1914
- Конкурсный проект концертно-бальных помещений при Самарской коммерческом собрании, 1-я премия (не осуществлён), 1914—1916 [21]
- Народный дом просвещения и искусства. Рыбинск, 1919
- Здание конюшни в совхозе «Кимры», 1921—1922
- Манеж на Всероссийской сельскохозяйственной и кустарно-промышленной выставке (Москва), 1922—1923 (не сохранился)
- Павильон «Текстиль» на Всероссийской сельскохозяйственной и кустарно-промышленной выставке (Москва), 1922—1923 (не сохранился)
- Вход на Всероссийскую сельскохозяйственную и кустарно-промышленную выставку со стороны Нескучного сада (Москва), 1922—1923 (не сохранился)
- Общее архитектурно-планировочное решение курорта Пайнуолд (Нью-Джерси), 1926
- Здание отеля и ресторана на курорте Пайнуолд (Нью-Джерси), 1926
- Здание клуба на курорте Пайнуолд (Нью-Джерси), 1927
- Здание муниципальной поликлиники в Нью-Йорке, 1929
- Конкурсный проект монумента-маяка Христофору Колумбу в Санто-Доминго, 1929
- Конкурсный проект Дворца Советов. Москва, 1929
- Проект застройки площади Маршала Фоша в Париже, 1930
- Дом № 116 на Елисейских Полях. Париж, 1931
- Загородный дом в пригороде Парижа, 1931
- Коммерческое здание в Пенсильвании, 1931
- Офис «Чанин Констракшн компани». Нью-Йорк, 1931
- Конкурсный проект Рокфеллер-центра (Радио-сити) в Нью-Йорке, 1932
- Коммерческий центр. Нью-Йорк, 1932
- Москворецкий Мосторг (Даниловский универмаг), Люсиновская улица, 70. 1934
- Общий план и архитектурно-планировочное решение Всесоюзной сельскохозяйственной выставки (Москва), 1935
- Павильон «Механизация» на Всесоюзной сельскохозяйственной выставке (Москва), 1937 (не сохранился, был признан неудачным и разрушен)
- Павильон Администрации на Всесоюзной сельскохозяйственной выставке (Москва), 1937 (не сохранился)
- Главный вход на Всесоюзную сельскохозяйственную выставку (Москва), 1938 (не сохранился, был признан неудачным и разрушен)
- Павильон «Совхозы» на Всесоюзной сельскохозяйственной выставке (Москва), 1938 (не сохранился)
- Дом начальника комбината. Воркута, 1940
- Надшахтное здание шахты № 1 «Капитальная». Воркута, 1940
- Здание шахтокомбината шахты «Капитальная». Воркута, 1940
- Здание вокзала в Ростове-на-Дону, 1946
- Проект типового вокзала для Латвийской железной дороги, 1946
- Конкурсный проект монумента героям Сталинграда, 1947
- Конкурсный проект памятника Победы в Таллине, 1947
- Здание высотной гостиницы в Дорогомилове. Гостиница «Украина» (Москва). (руководитель проекта А. Г. Мордвинов, при участии В. Г. Калиша, инженера П. А. Красильникова). Форпроект 1947—1948 Проект удостоен Сталинской премии за 1948 год. Реализация 1957
- Проект реконструкции здания магазина ЦУМ в Москве, 1954
- Проект реконструкции здания ресторана «Прага» в Москве, 1956
- Здание Латвийской академии наук, Рига. Совместно с О. Тилманисом и В. Апситисом, 1957
- Конкурсный проект Дворца Советов, 1958
- Курортная гостиница в Цхалтубо, 1960
- Гостиница в Тбилиси, 1960
- Памятник в честь четырехсотлетия добровольного присоединения Кабарды к России (Нальчик), 1961
- Санаторий МИД «Сосновая роща — Чаир» (Мисхор), 1961
- Памятник на Бородинском поле, 1961